# フェデリコ・ガットーニ
フェデリコ・アグスティン・ガットーニ（Federico Agustín Gattoni、1999年2月16日 - ）は、アルゼンチン・ブエノスアイレス出身のサッカー選手。CAリーベル・プレート所属。ポジションはDF。

## クラブ経歴
2006年にCAサン・ロレンソ・デ・アルマグロの下部組織へ加入し、2018年にはクラウディオ・ビアージョ監督によってトップチームの練習に参加した。2020年10月31日、AAアルヘンティノス・ジュニアーズとのリーグ戦にてトップチームデビューを果たした。
2023年1月31日、セビージャFCへ移籍し、4年契約を結んだ。2022-23シーズン終了まではサン・ロレンソにレンタルという形で残留する。
2024年1月30日、RSCアンデルレヒトへのレンタル移籍が発表された。